# Valerij Vlagyimirovics Poljakov
Valerij Vlagyimirovics Poljakov (oroszul: Валерий Владимирович Поляков) (Tula, 1942. április 27. – 2022. szeptember 7.) szovjet-orosz űrhajós, orvos. Eredeti neve (Valerij Ivanovics Korsunov) örökbe fogadás következtében változott meg.

## Életpálya
A középiskola elvégzését követően a moszkvai orvosi egyetemen végzett. Továbbtanulva 1964-től az űrhajósok munkáját segítő gyógyszerekre specializálta magát.
Borisz Boriszovics Jegorov után ő volt a második orvos, aki a világűrben végezhetett orvosi kutatásokat. 1972. március 22-től kapott űrhajóskiképzést. Világűrben töltött
teljes időtartama 678 nap 16 óra 32 perc. 1995-ben elbúcsúzott az űrhajósok családjától. Moszkvában miniszteri biztosként ellenőrzi az űrhajósok orvosi felkészítését, segíti az űrhajósok kiválasztását, részt vesz a kiképzések munkálataiban. Az új típusú űrkutatási programok nemzetközi kapcsolataiért felelős személy.

## Űrrepülések
1988-ban a Szojuz TM–6 űrhajóval érkezve 240 napot 22 órát 34 perc töltött a Mir űrállomáson, a Szojuz TM–7 fedélzetén tért vissza a Földre. 
1994. január 8-án önként jelentkezve indult a Szojuz TM–18 űrhajóval a Mir űrállomásra, ahol a leghosszabb ideig teljesített szolgálatot: 437 nap 17 óra 58 perc. 
A Szojuz TM–20 fedélzetén 1995. március 22-én tért vissza a Földre. Leszállás után saját lábán ment a szállító járműhöz. Bizonyította, hogy megfelelő terápiával és edzéssel lehetséges csökkenteni a szervezet csont és izomállományának veszteségét.
Bélyegen is megörökítették az űrrepülését.

## Kitüntetések
Megkapta a Szovjetunió Hőse és a Lenin-rend kitüntetést.